# Altap Salamander
Altap Salamander (dříve Servant Salamander) je rychlý dvoupanelový správce souborů pro Windows, který je inspirovaný Norton Commanderem.

## Historie
Jeho vývoj započal v roce 1996 Petrem Šolínem během jeho studií na vysoké škole a byl vydán jako freeware v roce 1997. Původně byl napsán v Watcom C++, později v Microsoft Visual C++. Řada ve verzi 1.x byla šířena jako freeware.
Od verze 2.0 byl Altap Salamander šířen jako shareware. Tato verze byla vydána v roce 2001 nově vzniklou společností Altap. Jedná se o výrazně vylepšenou verzi, která díky pluginům obsahuje celou řadu nových funkcí. Verze 2.5 přinesla „SDK pro vývojáře pluginů“. Vrcholem řady 2 je verze 2.54 z roku 2010.
Ačkoli byla řada 3.x poprvé představena v roce 2012, stabilní v3.0 vyšla až o rok a půl později, v dubnu 2014. Došlo k rozdělení na 32bitové a 64bitové varianty. Nově byly oficiálně podporovány OS až po Windows 8, Salamander však stejně funguje i pod Windows 10. Řada 3 přetrvala až do konce roku 2016, kdy vyšla v3.08. Stále nebyla vyřešena podpora nelatinských abeced podle Unicode.
V červnu 2019 oba podílníci firmy Altap, Jan Ryšavý a Petr Šolín, převedli podíly na majitele firmy FINE, která se zaměřuje na vývoj stavebního softwaru. Novými jednateli se tak stali Jiří Laurin a Miloš Vodolan. Následně byla v červnu 2019 vydána verze 4.0, znovu jako freeware, tedy „zdarma i pro komerční použití“.
Vývoj Salamandera se podle diskuse jeví odložen, uspán.
Začátkem prosince roku 2023 byl vydán Open Salamander, což je verze Altap Salamanderu s otevřeným kódem dostupným pod licencí GPL 2.0.